# ولیکوکنیازفکا
ولیکوکنیازفکا (به لاتین: Velikoknyazevka) یک منطقهٔ مسکونی در روسیه است که در استان آمور واقع شده‌است.